# グレトナ・グリーン
グレトナ・グリーン（Gretna Green）は、スコットランド南部西海岸の小さい町である。駆け落ち結婚（runaway wedding）で有名。ダンフリーズ・アンド・ガロウェイにあり、エスク川の河口近くに位置する。ロンドン-エジンバラ間の街道上にある、スコットランドの最初の町であった。グレトナ・グリーンにある駅はグレトナ・グリーンとグレトナ両方を管轄する。227人の死者を出したイギリス史上最大の列車事故であるキンティンスヒル鉄道事故は、1915年グレトナ・グリーンの近辺で起こった。
近くにある大きな町であるグレトナとは別の町。どちらもイギリス国道A74(M)の側にあり、かつイングランドとスコットランドの境に位置する。
グレトナはサッカークラブのグレトナFCの本拠地である。

## 結婚

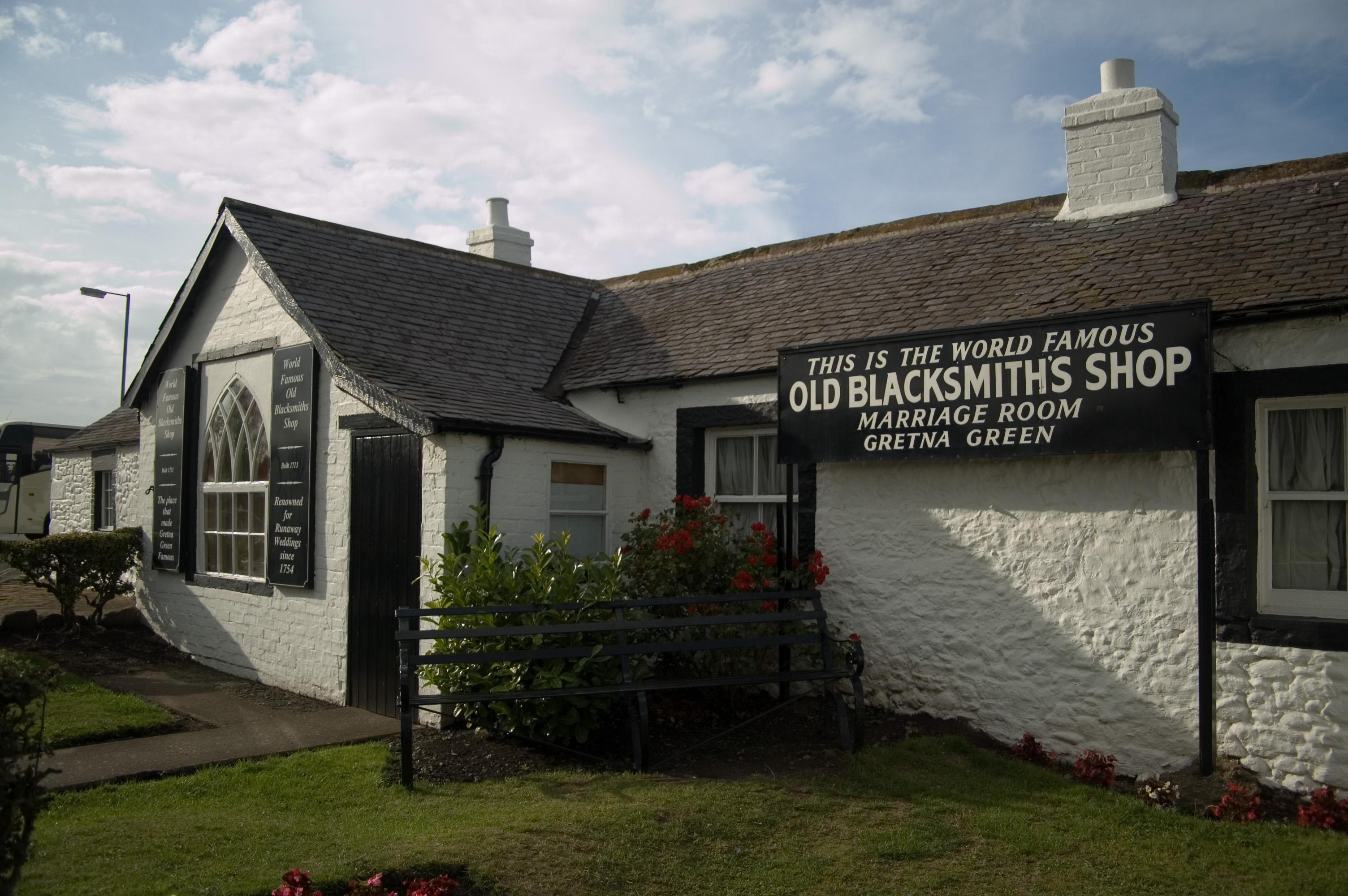
グレトナ・グリーンのOld blacksmiths shop

グレトナ・グリーンで最も有名なのは、駆け落ち結婚がされた鍛冶屋である。1753年、ハードウィック卿の婚姻法がイングランドで可決して以来、イングランドでは両親の承諾を得た21歳以上の男女のみに結婚が制限されるようになった。この法律はスコットランドには適用されず、男性は14歳、女性は12歳以上ならば親の承諾なしに結婚できることになっていた。（1929年より、16歳以上であることのみ必要となった。イングランドとウェールズでは、現在18歳以上なら同意は不要、16歳・17歳なら必要となっている）さらに、イングランドの法律では“asking of the banns”（一定期間の結婚予定通告。その間、誰であっても結婚に対する異議申し立てができる）や、後にはさらに結婚許可証が必要になったので、結婚に反対する人物が、たとえそれが法的に正式な結婚であったとしても、結婚の計画が持ち上がっていることを知ることができ、さらに法的に妨害することすらできたのである。
よって、婚姻法が適用されていた時代は、多くの駆け落ちカップルが結婚するためにイングランドを逃れ、スコットランドに入って最初の町、すなわちグレトナ・グリーンへと走ったのである。1712年ごろに建てられたOld blacksmiths shopや、1710年に建てられたGretna Hall Blacksmiths Shopが、少なくとも評判上は、結婚業者の中心となった。The Old Blacksmiths shopは、1887年頃には観光スポットとして公開された。
鍛冶屋と金床は、現在に至るまでグレトナ・グリーン婚のシンボルとなっている。スコットランドの法律は「非正規結婚（irregular marriage）」を認めていた。すなわち、二人の証人の元で誓いが立てられたなら、ほとんど誰であろうが結婚式を主催することができたのである。グレトナの鍛冶屋は「金床の司祭（anvil priest）」と呼ばれ、有名になった。「鍛冶屋（forger）」たちは、金床の上で金属を溶接するように、駆け落ちしたカップルを「溶接（welding）」した。
グレトナ・グリーンの2つの鍛冶屋と無数の宿屋や農家を背景にして、何千件もの結婚式が執り行われた。今日においても、グレトナ・グリーンは結婚式の開催地として世界中で有名であり、世界中から何千ものカップルが、グレトナ・グリーンで「金床を前に」結婚するために殺到している。

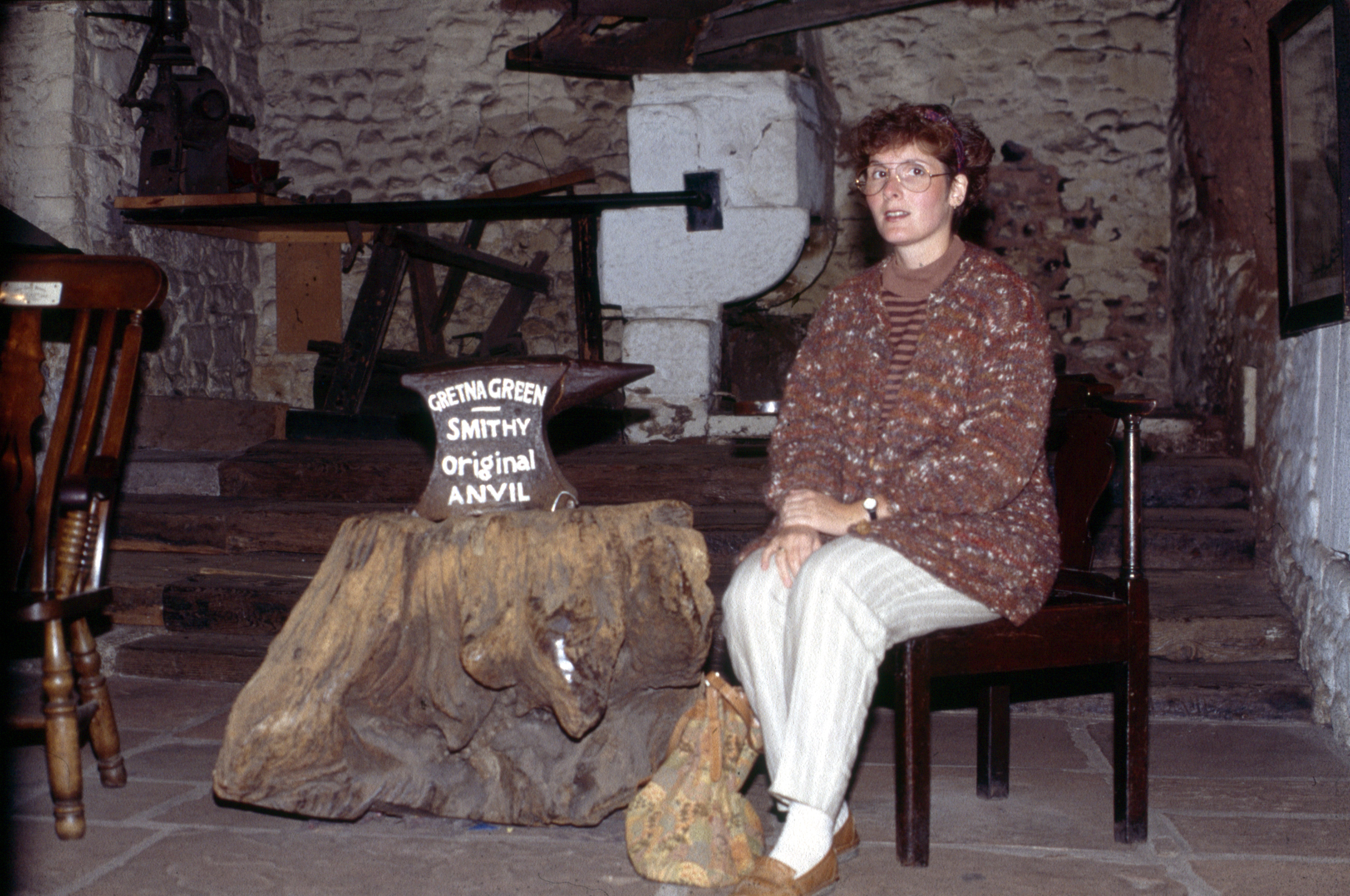
Tourist in Old blacksmiths shop

慣例上、「グレトナ・グリーン婚（Gretna Green marriage）」という表現は、カップルが住んでいる土地の法律で結婚しようとする際の制限や手続きを避けて他の土地で結婚することを指すようになった。有名なグレトナ・グリーン婚には、1826年、エドワード・ギボン・ウェイクフィールドが若い令嬢エレン・ターナーと二度目の結婚をしたシュリグリー誘拐事件などがある。
1856年、スコットランドの婚姻法が21日以上の定住者に限られるように改正され、さらに1940年にも同様の法改正があった。コールドストリーム・ブリッジや、ランバートン、モーディングトンやパキストン・トールといった他のスコットランド境界上の町でも以前はグレトナ・グリーン婚の舞台となっていたが、現在スコットランドでの結婚はおよそ六分の一がグレトナ・グリーンかグレトナで行われている。